# Sukoanyar (Pakel)
Sukoanyar is een bestuurslaag in het regentschap Tulungagung van de provincie Oost-Java, Indonesië. Sukoanyar telt 2210 inwoners (volkstelling 2010).